# つきあい方
「つきあい方」とは、臨床心理学者田嶌誠一によって提唱された、心理学的援助における援助者側のスタンスの一つである。
田嶌は、スクールカウンセリングや学生相談において、面接室内での心理療法のみならず、クライエントの生活全体に注目し、クライエントを取り巻く社会資源・または人的ネットワークを活用する幅広い援助が重要であるとしている（ただし田嶌自身は、すべての現場においてこのような視点が必要であると主張している）。
このような援助では必然的に、援助者（臨床心理士）自身が、面接室外でクライエント（またはその関係者）に会うことになるため、そこでその人（たち）に対して、どのように振る舞い、接するかが重要であるとされる。
また、ネットワークを活用するということは、非専門家による関わりも含まれる。したがって、幅広い人間関係の中で対象を援助していくという観点から、立ち振る舞い、接し方を含めて、つきあい方という日常用語を用いた。
しかし、日常用語としてのつきあい方では、いわば「何でもあり」の状態になってしまい、クライエントに有害となってしまう場合も少なくない。
ただやみくもに“つきあう”のではなく、臨床心理学的なアセスメントとそれに基づいた関わりが必要であることから、括弧をつけて「つきあい方」という表記になっている。
また、このような「つきあい方」は、クライエントが自分自身の症状ないし心理的課題といかに“つきあう”か、という視点にも影響を及ぼすことが想定されている。したがって援助者（臨床心理士）は、いわばモデリング効果も視野にいれながら、クライエントあるいはクライエントの抱えているテーマと「つきあって」いくことが肝要であるとされる。